# 岐阜県立大垣桜高等学校
岐阜県立大垣桜高等学校（ぎふけんりつ おおがきさくらこうとうがっこう）は、岐阜県大垣市墨俣町上宿にある公立専門高等学校。かつては女子高であったが現在は男女共学である。

## 学校概要
- 創立 1947年（昭和22年）
- 学科 
  - 全日制
    - 服飾デザイン科
    - 食物科
    - 生活デザイン科
    - 福祉科
- 校訓
  - 賢く 剛く 美しく

## 沿革
前身は定時制課程の組合立岐阜県大垣東高等学校であり、大垣桜高等学校の創立年は組合立岐阜県大垣東高等学校（当時は稲葉実業実科女学校）の創立年である。1963年以前の沿革は組合立岐阜県大垣東高等学校#沿革を参照。
- 1963年（昭和38年） - 岐阜県立大垣女子高等学校設置を認可し全日制課程の家庭科を設置する。
- 1963年（昭和38年） - 組合立岐阜県大垣東高等学校を廃止し、同定時制課程家庭科は岐阜県立大垣女子高等学校定時制課程被服科となる。
- 1966年（昭和41年） - 定時制課程 被服科を廃止する。
- 1971年（昭和46年） - 服飾デザイン科を設置する。
- 1976年（昭和51年） - 食物科を設置する。
- 1991年（平成3年） - 生活デザイン科を設置する。
- 1993年（平成5年） - 福祉科を設置する。
- 1995年（平成7年） - 岐阜県立大垣桜高等学校に改称する。

## 部活動
運動系部活動
- ソフトテニス部
- バスケットボール部
- バドミントン部
- バレーボール部

文化系部活動
- 社会福祉部
- 手芸部
- 茶華道部
- 調理部
- 演劇部
- 合唱部
- 吟詠剣詩舞部
- 器楽部
- 美術部
- ファッションデザイン部
- まんが研究部

## アクセス
- 名阪近鉄バス 「墨俣」下車、徒歩5分
- 岐阜バス  「墨俣」下車、徒歩10分